# Bulbophyllum stellatum
Bulbophyllum stellatum là một loài phong lan thuộc chi Bulbophyllum.